# Зеніна Алла Миколаївна
Алла Миколаївна Зеніна (нар. 3 жовтня 1930, Лучинець — пом. 23 червня 1988, Київ) — український історик, кандидат історичних наук з 1970 року, лауреат Державної премії УРСР у галузі науки і техніки (за 1984 рік).

## Біографія
Народилася 3 жовтня 1930 року в селі Лучинцях (нині Могилів-Подільський район Вінницької області, Україна) в сім'ї службовців. 1953 року закінчила історичний факультет Харківського університету, 1956 року — аспірантуру цього університету. Від 1956 року — викладач кафедри історії КПРС Харківського університету. У 1958–1960 роках — викладач Південносахалінського університету марксизму-ленінізму, у 1960–1966 роках — викладач, у 1966–1972 роках — старший викладач кафедри історії КПРС Харківського університету. В Інституті історії АН УРСР: від 1973 року — молодший науковий співробітник, від 1976 року — старший науковий співробітник відділу історії дружби народів СРСР. Від 1985 року — на пенсії.
Померла в Києві 23 червня 1988 року.

## Наукова діяльність
Досліджувала проблеми історії УСРР—УРСР, взаємозв'язки українського народу з російським, білоруським і молдовським народами. Брала участь у написанні колективних праць:
- «Великий советский народ» (1976);
- «Нерушимая дружба украинского и белорусского народов» (1978);
- «Історія Української РСР» (1979, том 8, книга 2);
- «Нерушимая дружба украинского и молдавского народов в период социализма» (1980);
- «Дружба и братство украинского и русского народов» (1982, книга 2) та інших.

Автор монографії «Боевое содружество советских партизан в годы Великой Отечественной войны 1941–1944» (Київ, 1985).